# Конклав (фільм, 2006)
«Конклав» (англ. The Conclave) — канадсько-німецький фільм 2006 року режисера Крістофа Шреве. Сценарій написав Пол Донован, а в головних ролях були Ману Фуллола, Браян Блессед та Джеймс Фолкнер.

## Сюжет
Сюжет зосереджений на конклаві 1458 року, який відбувся через п'ять років після падіння Константинополя турками. Матеріал для оповіді було взято зі щоденника Сильвія Енея Пікколоміні, єдиного кардинала, який будь-коли записував таємні переговори папського конклаву, і який сам був обраний папою Пієм II на цьому конклаві. Фільм розповідає про драму навколо 27-річного іспанця, кардинала Родріго Борджіа (згодом папи Олександра VI), який намагається врятувати свою кар'єру та життя.

## У ролях
- Браян Блессед — Еней Сільвій Пікколоміні
- Браян Дауні — кардинал Хуан де Мелла
- Джеймс Фолкнер — Гійом д'Естутвіль
- Ману Фуллола — Родріго Борджіа
- Лекс Гігерофф — кардинал Ісидор Київський
- Лоло Ерреро — Педро
- Ніколас Айронс — кардинал Просперо Колонна
- Рольф Каніс — кардинал Віссаріон
- Джон Кіо — брат Джон
- Йозеф Руттен — Калікст III
- Нора Чирнер — Ванноцца Каттанеї